# Kan du vissla Johanna? (film)
Kan du vissla Johanna? är en svensk novellfilm som ursprungligen visades i SVT den 24 december 1994 och bygger på en bok med samma namn som skrevs parallellt av Ulf Stark 1992. Filmen är regisserad av Rumle Hammerich och i huvudrollerna ses Tobias Swärd, Jimmy Sandin och Per Oscarsson. Den premiärvisades på julafton 1994 i SVT och har därefter visats i SVT varje julafton.

## Handling
Filmen utspelas under slutet av 1950-talet. Berra önskar sig en morfar - en som man kan älska, som bjuder på kaffe och som kan lära en att vissla. Som tur är vet hans vän Ulf var man kan få tag i en - på ålderdomshemmet. Där träffar Berra Nils, som blir hans "låtsasmorfar".

## Om filmen
Ulf Starks bok Kan du vissla Johanna kom ut 1992. Ulf Stark hade precis påbörjat boken när han fick en förfrågan från Hannes Holm, som var biträdande dramachef på SVT, om att skriva något till film. Därefter slutförde Stark boken samtidigt som han skrev filmmanuset. Titeln var ett förslag från Holm som Stark valde att behålla. Ursprungligen kommer titeln från visan Kan du vissla Johanna? som förekommer i berättelsen.

## Rollista
- Tobias Swärd - Bertil "Berra"
- Jimmy Sandin - Ulf
- Per Oscarsson - Nils, Berras låtsasmorfar
- Helena Kallenbäck - Tora, ålderdomshemsföreståndare
- Thomas Roos - Herr Gustavsson
- Gunilla Abrahamsson - Fröken
- Gustav Levin - Prästen
- Mats Bergman - Tobakshandlare